# Willem Verbeet
Willem Verbeet (Den Bosch, 28 februari 1801 - aldaar, 10 oktober 1887) was een Nederlands kunstschilder en tekenaar. Hij bracht vooral stillevens van bloemen en fruit voort.

## Biografie
Verbeets vader was huisschilder en glasmaker. Zelf werkte hij ook in dit vak en daarnaast volgde hij begin jaren 1820 les aan de Koninklijke Academie voor Kunst en Vormgeving in zijn woonplaats. Hier was hij een leerling van Henricus Turken en Antoon van Bedaff. Tijdens zijn opleiding ontving hij twee medailles voor zijn werk.
Ten minste een medaille ontving hij voor een bloemstilleven. In dit genre bouwde hij later zijn naam uit. De voorbereidingen voor de te schilderen composities verliepen veelal volgens een vast patroon. Hierbij koos hij meestal een marmeren tafelblad waarop hij bloemen of fruit arrangeerde. Hij schilderde de voorstellingen geheel van de voorzijde, waardoor het tafelblad parallel loopt aan de onderzijde van het doek. De composities vulde hij aan met groene bladen en kronkelende stengels. Soms plaatste hij daar nog een bonte vlinder bij.
Ook heeft hij stillevens nageschilderd van enkele meesters die hij bewonderde, zoals Gerard van Spaendonck en Jacob van Walscapelle. Daarnaast maakte hij figuren en historische voorstellingen. Hij werkte zowel met waterverf als olieverf en tekende daarnaast. Terwijl zijn kunstzinnige uren vooral een liefhebberij voor hem waren, exposeerde hij ook tijdens zijn leven, onder meer in Amsterdam en Den Haag. Werk van hem is te vinden in collecties van particulieren, maar ook in het Rijksmuseum, Amsterdam.
Hij is de vader van kunstschilderes Gijsberta Verbeet. Hij woonde en werkte zijn gehele leven in Den Bosch en overleed aldaar in 1887 op 86-jarige leeftijd.

## Galerij
| Fruitstillevens, olieverf op doek, jaren 1840 en onbekend |
| Fruitstillevens, olieverf op doek, jaren 1840 en onbekend |

- Biografisch Portaal: 60502272
- RKD-Nederlands Instituut voor Kunstgeschiedenis: 80064
- Union List of Artist Names: 500009536
- Virtual International Authority File: 95739213